# Petter fra Ruskøy
Petter fra Ruskøy är en norsk familjefilm från 1960 i regi av Nils R. Müller. I rollerna ses bland andra Peter Drabløs, Unni Ann Helseth och Svein Hjelle.

## Handling
Petter bor i en liten fiskeby med sin familj. Tillsammans med vännen Kalle äger han en roddbåt och pojkarna leker tillsammans, både till sjöss och på land. När Petter en dag måste flytta från byn till Oslo vänds hans liv upp och ned.

## Rollista
- Peter Drabløs – Petter
- Unni Ann Helseth – Mette
- Svein Hjelle – Kalle
- Janne-Marie Alnes – Thea
- Sigurd Slembe – Reka
- Mads Gjerdrum – Spurven
- Øivind Fjeldstad – Terje
- Tor Fretheim – Jan
- Svein Bjarkholm – Steinar
- Ole Sandberg – Ole
- Reidun Lundgren
- Egil Hjorth-Jenssen
- Helga Backe
- Guri H. Müller
- Lissen Gjerdrum
- Johan Sverre
- Harald Heide Steen – farbror Bjørn
- Roger Arnhoff – gymnastikläraren

## Om filmen
Petter fra Ruskøy bygger på barnboken med samma namn. Den regisserades av Nils R. Müller efter ett manus av Knut Vidnes. Den fotades av Sverre Bergli och Finn Bergan och klipptes av Olav Engebretsen. Filmen premiärvisades den 8 december 1960 i Norge.

## Musik
- Originalmusik av Bjarne Amdahl.
- "Midtsommervisa", musik: Maj Sønstevold, text: Maria Lovise Widnes.